# Kollagen-Typ 8α2
Kollagen Typ VIII, alpha 2 ist ein netzbildendes Kollagen, das vom Gen COL8A2 codiert wird. Es bildet Homo- oder Heterotrimere mit dem verwandten Kollagen Typ VIII, alpha 1, die wiederum Kollagenfibrillen vom Typ VIII formen.

## Eigenschaften
Das Protein COL8A2 ist Bestandteil der Basalmembran der Endothelzellschicht der Cornea. Des Weiteren ist es auch integraler Bestandteil der subendothelialen Schicht von Bindegewebszellen in Blutgefäßen. Außerdem ist es notwendig für die Migration und Proliferation von glatten Muskelzellen in der Tunica media der Blutgefäße und spielt somit eine potenzielle Rolle bei der Aufrechterhaltung der Integrität und Struktur der Gefäßwand von Blutgefäßen, insbesondere bei der Atherogenese.